# Mercury (альбом)

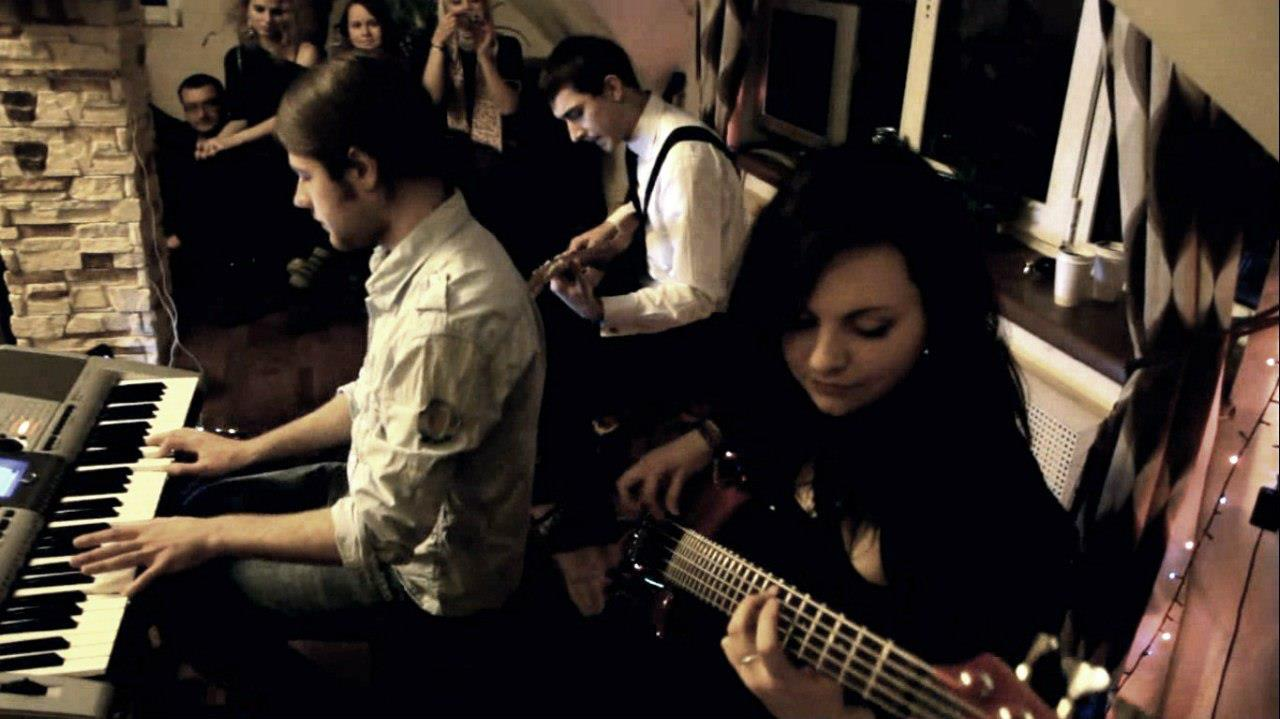
FRANCO під час презентації альбому «Mercury». Грудень, 2012 р.

Mercury — дебютний демо-альбом української рок-групи FRANCO. Інтернет-реліз альбому відбувся 28 січня 2013 року в соціальних мережах.

#### Альбом
Закрита презентація альбому відбулася 7 грудня 2012 року в одному з приватних будинків Києва, де вже можна було почути попередню версію всіх пісень; також в той вечір група відіграла невеличкий акустичний концерт.
Цією роботою вперше українська група змінила класичне уявлення створення і запису музики.
На альбомі жива перкусія змішується з мінімалістичною драм-машиною, вокал переплітається з ефектом distortion, чути перевантажений бас та чистий звук електрогітари.
Пісні з альбому записувались в домашніх умовах та на одній з київських студій.

## Музиканти
FRANCO
- Валентин Федишен — вокал, клавішні.
- Варвара Зюзь — бас.
- Ілля Сидоренко — гітари.

Запрошені музиканти
- Max Cord — звук.

## Композиції
Автор музики і слів — Валентин Федишен. 
| #     | Назва                     | Тривалість |
| ----- | ------------------------- | ---------- |
| 1.    | «Intro (M)»               | 1:34       |
| 2.    | «Доживем»                 | 3:18       |
| 3.    | «Aphrodite»               | 3:45       |
| 4.    | «Celsius»                 | 3:09       |
| 5.    | «Mercury»                 | 4:01       |
| 6.    | «Знаю Тебе»               | 4:48       |
| 7.    | «На Записках»             | 4:12       |
| 8.    | «Ніби Не Ясно»            | 2:44       |
| 9.    | «Покрова»                 | 4:36       |
| 10.   | «Може Назавжди»           | 4:43       |
| 11.   | «Celsius (bonus version)» | 3:00       |
| 38:03 |                           |            |